# Oggebbio
Oggebbio är en kommun i provinsen Verbano Cusio Ossola i regionen Piemonte i Italien. Kommunen hade 873 invånare (2018).